# Racer X
Racer X was een Amerikaanse heavymetalband opgericht in 1985 in Los Angeles, Californië. De naam van de band verwijst naar een personage uit Speed Racer, en de snelheid die deel uitmaakte van hun virtuoze progressieve muziek in de jaren 80. De band werd opgericht door gitarist Paul Gilbert, die later ook succes boekte met de hardrockband Mr. Big.

## Bandleden

### Laatste bekende bezetting
- Jeff Martin - zang (1984–1989, 1997–2009)
- Paul Gilbert - gitaar (1984–1988, 1997–2009)
- Juan Alderete - basgitaar (1984–1989, 1997–2009)
- Scott Travis - drums (1986–1989, 1997–2009)

### Voormalige leden
- Harry Gschoesser – drums (1984–1986)
- Bruce Bouillet – gitaar (1986–1989)
- Todd DeVito – drums (1986)
- Chris Arvan – gitaar (1988–1989)
- Oni Logan – zang (1989)

## Discografie

### Studioalbums
- Street Lethal (1 januari 1986)
- Second Heat (11 februari 1988)
- Technical Difficulties (8 december 1999)
- Superheroes (6 november 2000)
- Getting Heavier (18 december 2002)

### Livealbums
- Live Extreme, Vol. 1 (1988)
- Live Extreme, Vol. 2 (8 september 1992)
- Snowball of Doom (7 mei 2002)
- Snowball of Doom 2 (18 december 2002)

### Videoalbums
- Live at the Whisky: Snowball of Doom (2002)